# Salón de la Fama de Asobal
El Salón de la Fama de Asobal (se usa también la nomenclatura oficial en inglés Hall of Fame Asobal) es un recinto virtual que honra a los balonmanistas masculinos españoles más destacados de la historia de la Liga Asobal. Fue creado en 2024, coincidiendo con el 40 aniversario de la asociación, y busca ser el «espacio de excelencia deportiva de la élite del balonmano masculino español de clubes».

## Elección
Se reúne la Comisión de Méritos y Recompensas de Asobal, que elige entre una lista corta de nominados para cada una de las categorías. Tras el voto popular y el voto ponderado de la Comisión, se eligen a los miembros del Salón de la Fama.

### Posibles candidatos
Para ser considerado candidato a entrar como miembro la persona debe haber militado en, al menos, cinco temporadas en la Liga Asobal. Además, tienen que haber pasado al menos cinco años desde su retirada (o a título póstumo). Se tendrán en cuenta, además de los méritos deportivos, la capacidad de respetar y abanderar los valores del balonmano.

### Primeros miembros de 2024
Los primeros miembros del Salón de la Fama fueron Talant Dujshebaev (2 veces Mejor Jugador del Mundo, una Champions League, 4 ligas, oro en los Juegos Olímpicos del 92, bronce en los del 96, oro en el Mundial de 93 y dos veces plata europea), Enric Masip (6 veces campeón de Europa, bronce olímpico en Sídney 2000, plata europea en 1996 y bronce en el Europeo del 2000), Juanín García (máximo goleador histórico, campeón de Champions y oro en el Mundial del 2005), Jota Hombrados (récord de partidos en la Liga Asobal con 770 encuentros, tres Champions, el oro en el Campeonato del Mundo del 2005 y dos bronces olímpicos), Juan de Dios Román (bronce olímpico en Atlanta 96 y Sídney 2000, plata europea en 1996 y 1998 y bronce en el europeo del 2000), Ramón Gallego (colegiado, con 210 partidos en 10 temporadas) y Cecilio Alonso (7 Ligas, 7 Copas del Rey y 1 Supercopa de España). Se quedaron fuera Juantxo Villareal,Alberto Entrerríos, David Barrufet, Manolo Laguna y Rafa Guijosa.
En el 2025 se anunció la incorporación de  Alberto Entrerrios, Cristina Fernández Piñeiro, Lorenzo Rico, Valero Rivera y Veselin Vujovic.

## Leyendas

### Centrales
- Talant Dujshebaev (2024)[1]
- Enric Masip (2024)[1]
- Cecilio Alonso (2024)[1]

### Primera Línea
- Alberto Entrerríos (2025) [7]
- Veselin Vujovic (2025) [7]

### Extremos
- Juanín García (2024)[1]

### Guardameta
- José Javier Hombrados (2024)[1]
- Lorenzo Rico (2025) [7]

### Entrenador
- Juan de Dios Román (2024)[1]
- Valero Rivera López (2025)[7]

### Árbitro
- Ramón Gallego (2024)[1]
- Cristina Fernández Piñeiro (2025) [7]